# Tupaliče
Tupaliče so naselje v Občini Preddvor. Gre za gručasto vas,  ki se nahaja med vasjo Hotemaže in Preddvor. Sestavljata jih dva dela  (Zgornji in Spodnji del Tupalič, slednji je bolj poznan  zaradi starejših kmetij, a te niso več prvotnega pomena). Ime samega kraja izvira iz topolov, ki so bila včasih gosto poseljena. V Tupaličah se nahaja tudi cerkev sv. Klemena, ob kateri je bilo včasih tudi pokopališče.    